# Sherman Cárdenas
Sherman Andrés Cárdenas Estupiñán ou apenas Sherman Cárdenas (Bucaramanga, 7 de agosto de 1989) é um futebolista colombiano que atua como meio-campista. Atualmente está sem clube.

## Carreira
Começou a jogar aos oito anos na equipe que sua família mantinha na vizinhança de sua cidade natal Bucaramanga. Não demorou nas categorias de base do Atlético Bucaramanga, estreando como profissional aos dezesseis anos.
Após breve passagem pelo Millonarios e La Equidad, transferiu-se ao Junior Barranquilla.
Após duas temporadas no Junior, foi contratado pelo Atlético Nacional.

### Atlético Mineiro
Em 6 de fevereiro de 2015 foi contratado por empréstimo pelo Atlético Mineiro por um ano, com opção de compra ao final da cessão.

### Vitória
Sem espaço no Atlético Nacional, Cárdenas foi emprestado até dezembro de 2017, para o Vitória.

## Títulos
Junior Barranquilla
- Campeonato Colombiano: 2011 (Finalización)

Atlético Nacional
- Campeonato Colombiano: 2013 (Finalización) e 2014 (Apertura)

Atlético Mineiro
- Campeonato Mineiro: 2015

Vitória
- Campeonato Baiano: 2017